# D̄
D̄ (minuscule : d̄), appelé  D macron, est un graphème utilisé comme abréviation dans l’écriture manuscrite médiévale, dans l’orthographe basque de Sabino Arana Goiri au XIXe siècle, et dans la romanisations ISO 233-1 de l’écriture arabe. Elle est composée de la lettre D d’un macron.

## Utilisation
En numération romaine, D̄ est une manière de représenter 500 000.
Dans la romanisation ISO 233-1 de l’écriture arabe, ‹ d̄ › translittère le dāl šaddah ‹ دّ ›, le dāl et le šaddah étant translittéré avec le d et avec le macron suscrit.

## Représentations informatiques
Le D macron peut être représenté par les caractères Unicode suivant :
- décomposé et normalisé NFD (latin de base, diacritiques) :

| formes    | représentations | chaînes de caractères | points de code | descriptions                                 |
| --------- | --------------- | --------------------- | -------------- | -------------------------------------------- |
| majuscule | D̄               | D◌̄                    | U+0044 U+0304  | lettre majuscule latine d diacritique macron |
| minuscule | d̄               | d◌̄                    | U+0064 U+0304  | lettre minuscule latine d diacritique macron |

## Sources
- Sabino Arana Goiri, Lecciones de ortografía del euskera bizkaino, Sebastián de Amorrortu, 1896 (lire en ligne)
- (de) Adriano Cappelli, Lexicon abbreviaturarum, Leipzig, J. J. Weber, 1928 (lire en ligne)
- Alphonse Chassant, Dictionnaire des abréviations latines et francaises usitées dans les inscriptions lapidaires et métalliques, les manuscrits et les chartes du Moyen Âge, Jules Martin, 1884 (lire en ligne)
- (en) Thomas T. Pederson, Transliteration of Arabic, 2.2, 2008 (lire en ligne)